# Raszyn (przystanek kolejowy)
Raszyn – zamknięty przystanek kolejowy w Raszynie na linii kolejowej nr 365 Stary Raduszec – Bad Muskau, w powiecie żarskim, w województwie lubuskim, w Polsce.